# Stavsten

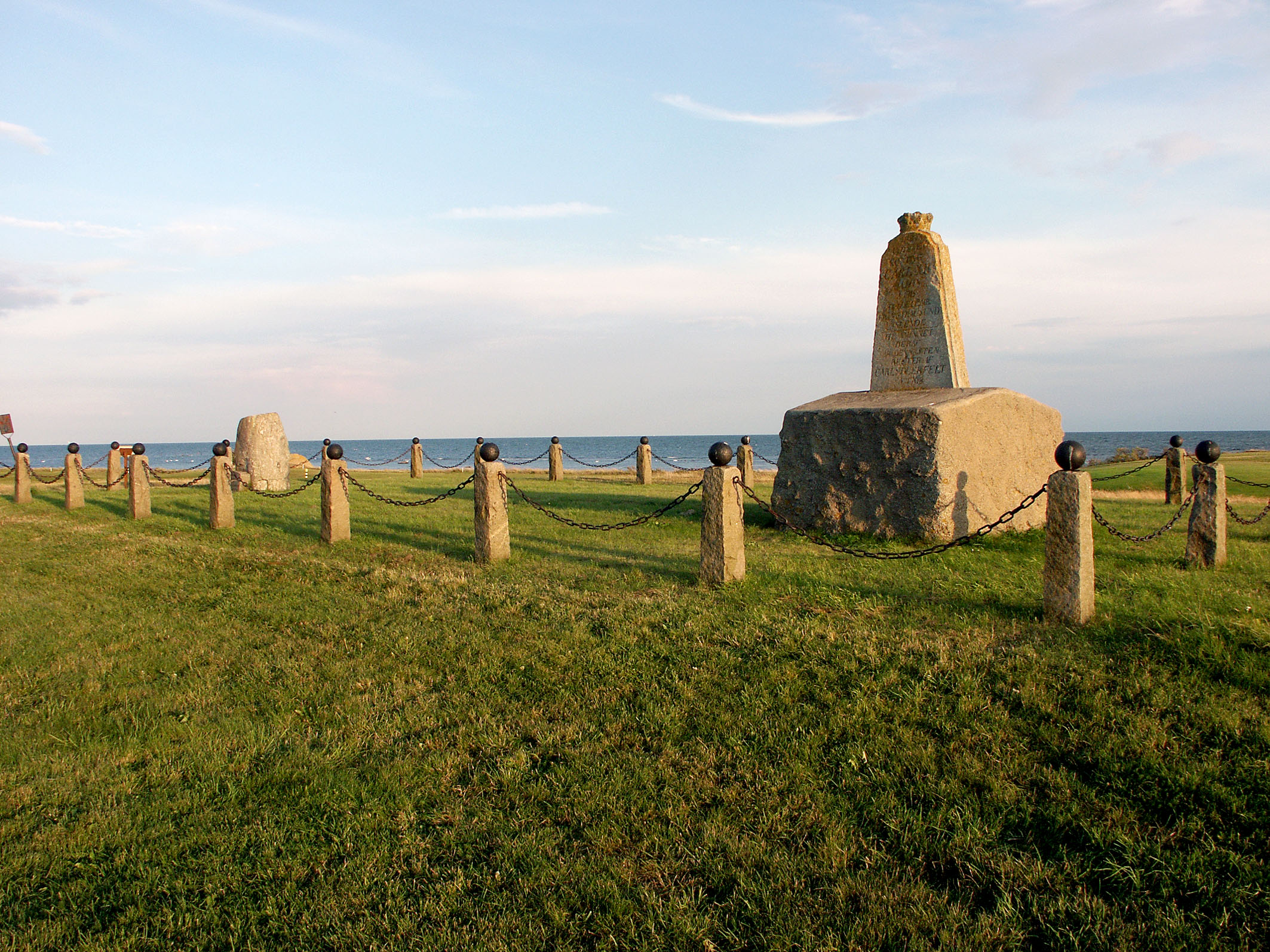
Stavstensmonumentet i Skåne invid Östersjöns strand.

Stavsten är en plats i Maglarps socken, på Stavstensudde vid den skånska sydkusten cirka fem kilometer väster om centrala Trelleborg, öster om Kämpinge. På platsen finns ett monument, rest till minne av Karl XII:s landstigning 1715. Detta består av tre resta stenar. Den äldsta är 1,5 meter högt. Den andra restes av Carl Adlerfelt 1768 och är 1,8 meter hög. Den tredje restes 1912 av Trelleborgs fosterländska ungdomsförening och är 0,5 meter hög. De två äldsta stenarna är klassade som fornlämningar.
Strax väster om udden finns en småort som heter Tivolihusen och ibland kallas Stavsten. Det skall inte förväxlas med det nyare villaområde norr om udden och Kurland, som kallas Stavstensudde.
I sin handskrivna berättelse omtalar antikvarien Nils Gustaf Bruzelius vid besök på platsen under mitten av 1800-talet följande:
| ” | Ett par hundra alnar på andra sidan Fogelvik ser man den bekanta ”Stafsten”, enligt traditionen rest af Konung Carl XII och hans officerare vid deras ankomst till Skåne från Stralsund. Den består af en omkring 3 alnar lång oarbetad granitsten, förmodligen en gammal bautasten. Vid sidan deraf är en annan sten med inskrift, rest af Landshöfdingen Baron Adlerfelt. | „ |

Nils Gustaf Bruzelius uppgift om att det första kungen, med fyra man i följe, skulle ha gjort den kalla vintermorgonen den 13 december 1715, var att resa en stor sten är inte sann. Den ingår i ett flertal legender som är förknippade med platsen. Stenen Stafsten, som stod på Maglarps bys sjömarker, omtalas redan av en präst år 1624: ”Nedan for byen ved Stranden staar en Steen och høy er den, och firekantig heder Stausteen, er it Sømed (sjömärke), er slett forvden Bogstavve”.  
Angående Karl XII:s landstigning författade A. Nordberg en skrift 1740, alltså relativt nära i tid själva händelsen. Kungen hade flytt från det belägrade Stralsund ombord på ”Valfisken”, ett litet segelskepp. Man tog sikte på Ystad men kom ut i ett fruktansvärt snöyrväder. Klockan tolv på natten blåste det upp östlig vind vilket drev skeppet in mot Trelleborg: 
| ” | hwarest man, på en half mihl när, kastade ankar klockan 4 om morgonen. Klockan 6 lät Hans May:t sätta sig i land, och gick til fot med sin lille Swite sielf femte man genom staden utan til at gifwa sig kunnig hwem Han war. Strax utan före fingo de hwar sin skiuts wagn hwarmed de åkte till närmaste gästgifware-gården wed Ysted; Der satte Hans May:t sig til häst och kom efter middagen kl. 3 wäl och lyckeligen til Ysted, och sama Qwarter, som Han Anno 1700 in October innehaft och häfflat. | „ |

Karl XII gick alltså tillsammans med fyra man tidigt på morgonen i snöblåst rakt genom samhället Trelleborg. Öster om bebyggelsen ska han ha upphunnits av prästdrängen i Östra Torp som varit inne för att mala julmjöl. Kungen fick skjuts till Anderslövs gästgivaregård. Som tack fick både drängen och hans husbonde snart därefter tio tunnor korn årligen och drängen dessutom en egen bondgård.
När Carl Linné passerade platsen 20 juli 1749 skrev han:
| ” | Denna ort är namnkunnig därav, att högtsalig konung Carl XII efter sitt bortovarande i Turkiet här kom i land d. 13 december 1715. Stavsten var något högre än en karl, smal och nästan fyrkantig. | „ |

Linné beslöt att med utgångspunkt från själva stenen göra en inmätning av avståndet till Östersjöns strandkant för att man i framtiden skulle kunna använda sig av resultatet för att bedöma vattenytans nivåsvängningar. Avståndet var 357 ¾ aln det vill säga ca 215 meter. I dag är samma avstånd ca 150 meter. Förändringen beror dock inte enbart på vattenytans förändring utan också av kraftig vattenerosion av stranden. Linné förutsatte detta och markerade också det dåtida vattenståndet i förhållande till två klippor eller stenar i vattnet. Dessa är tyvärr inte längre kvar.
Det nuvarande monumentet bär följande inskription:
| ” | Här landsteg konung Carl XII då han A. 1715 d 13 decemb. från Stralsund anlende. Till minnet deraf är denna sten rester af Carl Adlerfeldt A. 1768. | „ |

1912 restaurerade Trelleborgs fosterländska ungdomsförening monumentet och lät då också inhägna det med stenpelare och järnkedjor.

### Fotnoter
1. ↑  3:1-3, Riksantikvarieämbetet.